# Mysterious Ways : Les Chemins de l'étrange
Pour les articles homonymes, voir Mysterious Ways.
Mysterious Ways : Les Chemins de l'étrange (Mysterious Ways) est une série télévisée fantastique canadienne/américaine en 44 épisodes de 42 minutes, créée par Peter O'Fallon et diffusée du 24 juillet 2000 au 14 mai 2002 sur le réseau américain PAX et au Canada sur le réseau CTV.
En France, la série a été diffusée à partir du 12 septembre 2001 sur 13e rue puis rediffusée à partir du 25 décembre 2004 sur M6 et sur W9 et Téva ; en Belgique sur Plug RTL, et au Québec à partir du 25 août 2004 sur Ztélé.

## Synopsis
Après avoir miraculeusement survécu à une avalanche, Declan Dunn a décidé de vouer sa vie à la recherche des phénomènes qui relèvent du miracle afin de prouver leur existence et de comprendre leur signification. Professeur d'anthropologie à l'université de l'Oregon, Declan est épaulé par Peggy, une psychiatre assez sceptique, et Miranda, une étudiante remarquable en dernière année de thèse dans le domaine de la physique.
Tous les trois seront témoins de divers phénomènes étranges qui vont modifier leur manière de voir les choses au fur et à mesure de la série.

## Distribution

### Acteurs principaux
- Adrian Pasdar (VF : Jean-Pierre Michaël) : Declan Dunn
- Rae Dawn Chong (VF : Vanina Pradier) : Peggy Fowler
- Alisen Down (VF : Magali Barney) : Miranda Feigelsteen

### Acteurs récurrents et invités
- Beverley Elliott : Nurse Miller (5 épisodes)
- Jerry Wasserman : Det. Cobb (4 épisodes)
- Sarah Joy Brown (en) : Emma Shepard (3 épisodes)
- Danny Dworkis : Dennis (3 épisodes)
- Andrew Airlie : Dr McCutcheon (3 épisodes)
- Ken Pogue : Dr Winslow Gale (3 épisodes)
- Matthew Walker (en) : Father Perry (3 épisodes)
- David Richmond-Peck (en) : étudiant / serveur (3 épisodes)

Adaptation française
- dirigée par : Emmanuel Jacomy

 Source et légende : version française (VF) sur RS Doublage

## Épisodes

### Première saison (2000-2001)
1. Sous la glace (Amazing Grace)
2. La Dame grise (The Gray Lady)
3. Porte-bonheur (The Midas Touch)
4. Un coin de paradis (Camp Sanopi)
5. Les Fantômes de la voie ferrée (Spirit Junction)
6. Comme deux gouttes d'eau (Twins)
7. Murmures (Crazy)
8. Le Pouvoir des nombres (The Ties That Bind)
9. Les Démons d'Allison (Demons)
10. Chute libre (Crystal Clear)
11. L'Inconnu du miroir (Stranger in the Mirror)
12. La Messagère (Handshake)
13. Intentions (Intentions)
14. Le Vitrail qui pleure (Reasons to Cry)
15. Le Voile du moine (The Greater Good)
16. Comme hier (Yesterday)
17. Le Siège 19A (19A)
18. Coup de foudre (Dead Dog Walking)
19. Le Temps est un bon docteur (Strike 2)
20. Escapades nocturnes (Wonderful)
21. Tout est dans la tête (Do You See What I See?)
22. Un autre homme (John Doe #28)

### Deuxième saison (2001-2002)
1. Phoenix (Phoenix)
2. Le Missionnaire (One of Us)
3. L'Homme saint (Pure of Heart)
4. Condamné (Condemned)
5. L'Enfant perdu (Lost Souls)
6. Spike (Spike)
7. Un bébé extraordinaire (Child of Wonder)
8. 29 (29)
9. Un signe (Love's Divine)
10. Portrait-robot (The Big Picture)
11. Coma (A Time of Every Purpose)
12. Médecin malgré lui (Doctor in the House)
13. Le Temps de la renaissance (The Last Dance)
14. Esprit libre (Free Spirit)
15. L'Étincelle de vie (Spark of Life)
16. L'Ange de la mort (Face in the Crowd)
17. Dans le temps (Logan Miller)
18. Un ami dans le besoin (Friends in Need)
19. La Guérison en spectacle (A Man of God)
20. L'Esprit de la forêt (MUTI)
21. Des voix dans la tête (Listen)
22. Il pleut des richesses (Something Fishy)